# Pachycondyla aenigmatica
Pachycondyla aenigmatica is een mierensoort uit de onderfamilie van de Ponerinae. De wetenschappelijke naam van de soort is voor het eerst geldig gepubliceerd in 1949 door Arnold.